# 双电子积分 (量子化学)
双电子积分就是涉及两个电子坐标的积分，是量子化学计算中出现频率最高的一类积分，也是进行Hartree-Fock方程自洽场计算和其他高级量子化学计算过程中计算量最大的一个部分。构成一个双电子积分的，是二至四个不同的轨道波函数、一个涉及两个电子坐标的算子（即双电子算子）和两套电子坐标。在量子化学计算中，出现频率最高的双电子算子是{\displaystyle {\frac {1}{r_{12}}}}，即在原子单位下表征两电子间庫侖排斥力的算子。

## 双电子积分的基本形式
双电子积分的基本形式是这样的：
{\displaystyle \int dx_{1}dx_{2}\chi _{1}^{*}(x_{1})\chi _{2}^{*}(x_{2}){\frac {1}{r_{12}}}\chi _{1}(x_{1})\chi _{2}(x_{2})}
其中的{\displaystyle \chi _{1}(x_{1})}、{\displaystyle \chi _{2}(x_{2})}表示参与积分的单电子波函数；{\displaystyle x_{1}}、{\displaystyle x_{2}}表示电子坐标，其中包含三个方向的笛卡儿坐标和一个自旋坐标；{\displaystyle {\frac {1}{r_{12}}}}即上面提到的双电子算子。
也可以用狄拉克符号来简写上述双电子积分：
{\displaystyle \langle \chi _{1}(x_{1})\chi _{2}(x_{2})|{\frac {1}{r_{12}}}|\chi _{1}(x_{1})\chi _{2}(x_{2})\rangle }
两者在数学上是完全一样的。

## 物理符号与化学符号
对于使用{\displaystyle {\frac {1}{r_{12}}}}算子的双电子积分，由于在量子化学中出现的频率极高，因而使用专门的符号来表示，即所谓物理符号和化学符号

### 物理符号
物理符号的形式是{\displaystyle \langle \chi _{i}\chi _{j}|\chi _{k}\chi _{l}\rangle }，有时也简单表示为{\displaystyle \langle ij|kl\rangle }，这一表示等价于：
{\displaystyle \int dx_{1}dx_{2}\chi _{i}^{*}(x_{1})\chi _{j}^{*}(x_{2}){\frac {1}{r_{12}}}\chi _{k}(x_{1})\chi _{l}(x_{2})}
分布在表示中单竖线之前的是取复共轭的轨道波函数，分布在单竖线之后的是不取复共轭的轨道波函数，在竖线同一侧的两个波函数中，位于左则的一个波函数其变量为{\displaystyle x_{1}}；位于右则的波函数变量为{\displaystyle x_{2}}，也就是{\displaystyle \langle 12|12\rangle }。
我們注意到電子座標{\displaystyle x_{1}}及{\displaystyle x_{2}}是可交換的，所以
{\displaystyle \langle ij|kl\rangle }={\displaystyle \langle kl|ij\rangle }
在此基础上可以进一步定义更加复杂的物理符号：
{\displaystyle \langle ij||kl\rangle =\langle ij|kl\rangle -\langle ij|lk\rangle }
这一表示也可改寫如下:
{\displaystyle \int dx_{1}dx_{2}\chi _{i}^{*}(x_{1})\chi _{j}^{*}(x_{2})*{\frac {1-P_{12}}{r_{12}}}\chi _{k}(x_{1})\chi _{l}(x_{2})}
其中{\displaystyle P_{12}}為交換電子1及電子2的算子。
考虑到电子坐标的等价性和符号本身的数学意义，物理符号有如下性质：
{\displaystyle \langle ij||kl\rangle =\langle ji||lk\rangle }
{\displaystyle \langle ij||kl\rangle =-\langle ij||lk\rangle }

### 化学符号
化学符号的形式是{\displaystyle [\chi _{i}\chi _{k}|\chi _{j}\chi _{l}]}，有时候也简单地表示为{\displaystyle [ik|jl]}，这一表示等价于：
{\displaystyle \int dx_{1}dx_{2}\chi _{i}^{*}(x_{1})\chi _{j}^{*}(x_{2}){\frac {1}{r_{12}}}\chi _{k}(x_{1})\chi _{l}(x_{2})}
分布在表示中单竖线之前的是电子坐标为{\displaystyle x_{1}}的轨道波函数，分布在单竖线之后的是电子坐标为{\displaystyle x_{2}}；的轨道波函数，在竖线同一侧的两个波函数中，位于左则的一个波函数须取复共轭，并在积分中位于算子的左侧位于右则的波函数不取复共轭，并在积分中位于算子的右侧。也就是{\displaystyle [11|22]}，與物理符號{\displaystyle \langle 12|12\rangle }相同的是，兩個同樣數字的（同樣電子座標）的軌域中，靠左邊的是取複共軛，靠右邊的是沒取的。
由於電子1與電子2的交換不影響積分結果。所以我們有{\displaystyle [ij|kl]=[kl|ij]}。而在量子化學計算裡，波函數通常是實數，因此有{\displaystyle [ij|kl]=[ji|kl]=[ij|lk]}。
組合以上關係，共有八種交換對稱：
{\displaystyle [ij|kl]=[ji|kl]=[ij|lk]=[ji|lk]}
{\displaystyle =[kl|ij]=[kl|ji]=[lk|ij]=[lk|ji]}
与物理符号一样，化学符号也有更进一步的形式：
{\displaystyle [ik||jl]=[ik|jl]-[il|jk]}
由于将相同变量的波函数集中在符号的一侧，因而化学符号在使用中比物理符号更方便，在量子化学计算中，出现的频率更高。
在实际应用中还有约化掉自旋函数的化学符号：
{\displaystyle (ik|jl)}
在这个积分中，参与积分的轨道波函数仅仅含有空间部分，积分的变量也仅仅含有空间笛卡儿坐标，自旋函数以及自旋坐标被分离后单独积分了，而空间函数的积分规则与化学符号{\displaystyle [ik|jl]}完全一致。

### 物理符号与化学符号的关系
由两者的表示规则可以得出两者之间的关系为：
{\displaystyle \langle ij|kl\rangle =[ik|jl]}
{\displaystyle \langle ij||kl\rangle =[ik||jl]}